# Lactarius fallax
Lactarius fallax, conocido comúnmente como níscalo aterciopelado, es una especie de hongo de la familia Russulaceae.
Sus cuerpos fructíferos son de tamaño medio, con sombreros aterciopelados de color marrón a negruzco de hasta 2-9 cm (0,79-3,54 pulgadas) de diámetro con un umbo puntiagudo. Los sombreros están sostenidos por tallos aterciopelados de hasta 8 cm de largo y 1,5 cm de grosor. La seta rezuma un látex blanquecino cuando se corta, y el tejido lesionado acaba adquiriendo un color rojizo apagado. Las especies del este de Norteamérica y de Europa L. lignyotus son muy similares en apariencia, pero pueden distinguirse por su diferente área de distribución.
L. fallax, que se encuentra tanto en bosques de abetos como en bosques mixtos de coníferas, es una especie bastante común en la región noroccidental del Pacífico de Norteamérica, con un área de distribución septentrional que se extiende hasta Alaska.

## Taxonomía
La especie fue descrita originalmente por los micólogos estadounidenses Alexander H. Smith y Lexemuel Ray Hesler en una publicación de 1962. Smith realizó la recolección inicial a finales de octubre de 1944, en Rhododendron, Oregón. La publicación también describía la variedad Lactarius fallax var. concolor basándose en especímenes recolectados en Mount Hood. Según Smith y Hesler, hasta ese momento esta variedad se había identificado generalmente como Lactarius lignyotus en el noroeste del Pacífico. Describieron la variedad L. lignyotus var. americanus para dar cuenta de diferencias como «la ornamentación de las esporas, las láminas distantes en la madurez y el sabor típicamente ligeramente acre». Sin embargo, en su monografía de 1979 sobre las especies de Lactarius de Norteamérica, consideraron L. lignyotus var. americanus como equivalente (y por tanto sinónimo) de L. fallax var. concolor. El epíteto específico fallax deriva de la palabra latina «engañoso». El hongo se conoce comúnmente como «níscalo aterciopelado».
Lactarius fallax se clasifica en la sección Plinthogalus del subgénero Plinthogalus del género Lactarius. Las especies de esta sección tienen el sombrero de color marrón a negruzco y la cutícula del sombrero contiene un pigmento marrón disuelto. La cutícula de la mayoría de las especies es de tipo tricodermo, donde las hifas más externas emergen aproximadamente paralelas, como pelos, perpendiculares a la superficie del sombrero.

## Descripción

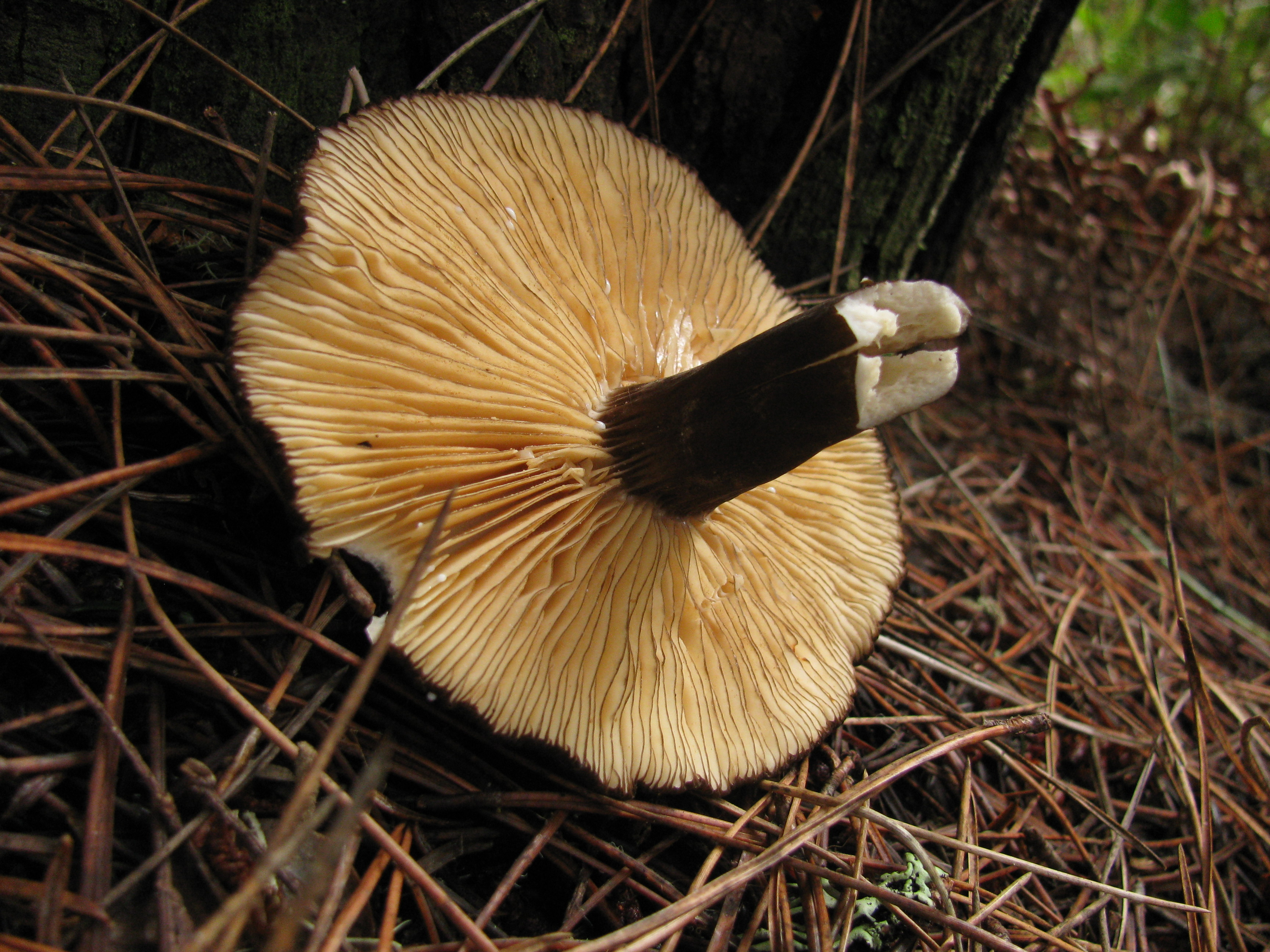
En L. fallax var. fallax, los bordes branquiales son marrones, de color similar al sombrero.

El sombrero de L. fallax mide 2-9 cm (0,79-3,54 pulg.) de ancho, y su forma varía de convexa a casi plana con un pequeño umbo, expandiéndose a plana o volviéndose superficialmente deprimida, con o sin umbo. El margen (borde del sombrero) es uniforme o festoneado. La superficie del sombrero es seca y aterciopelada, finamente arrugada en el centro, azonada (sin líneas concéntricas) y de color marrón oscuro a negruzco. Las láminas están unidas a subdecurrentes (corren poco a lo largo del tallo), son estrechas, apiñadas, no bifurcadas, blancas al principio y se vuelven de color crema con la edad. Los bordes de las agallas son marrones como el sombrero, y se tiñen lentamente de vináceo (color rojizo) cuando se golpean. Hay varios niveles de lamélulas (láminas cortas que no llegan al tallo) intercaladas entre las láminas completas. El tallo mide 2,5-8 cm (1,0-3,1 pulgadas) de largo, 5-15 mm (0,2-0,6 pulgadas) de grosor, casi igual de ancho en toda su superficie, seco, sólido, sin pulir o aterciopelado y de color marrón más pálido que el sombrero. La carne es fina, quebradiza, de color vináceo pálido. El olor no es característico y el sabor es suave o ligeramente acre. El látex es abundante, blanco a la exposición, inmutable, tiñe lentamente de vináceo la carne y las agallas. La huella de la espora es blanco-amarillenta.
La comestibilidad del hongo es desconocida. La especie es uno de los varios níscalos de color marrón a casi negro que son, según David Arora, «notables por su belleza, y por lo tanto es probable que atraigan la atención incluso del coleccionista ocasional».
La variedad Lactarius fallax var. concolor es casi idéntica a la especie principal en aspecto y distribución, pero tiene los bordes de las láminas coloreados como la cara branquial.

### Características microscópicas
Las esporas son esféricas y están ornamentadas con verrugas y crestas que forman un retículo parcial (un patrón de líneas en forma de red) con prominencias de hasta 2 μm de altura. Son hialinas (translúcidas), amiloides (lo que significa que absorben yodo cuando se tiñen con el reactivo de Melzer) y miden 7,5-10,0 por 7-9,5 μm. La cutícula del sombrero es un tricodermo. Los basidios (las células portadoras de esporas) miden 38-56 por 10-13 μm, tienen forma de garrote, cuatro esporas y son hialinos cuando se montan en una solución diluida de hidróxido de potasio (KOH). Hay abundantes queilocistidios (cistidios que se encuentran en el borde de las branquias), con contenidos que varían en color desde el amarillo sucio al hialino en KOH. Miden 32-50 por 3-6 μm, y pueden tener forma de huso (ahusados en cada extremo) o de cilindro, o pueden ser flexuosos (enrollándose de lado a lado). Los pleurocistidios (cistidios que se encuentran en la cara branquial) son filamentosos, de 2,5-5 μm de diámetro, y de escasos a dispersos.

### Especies similares

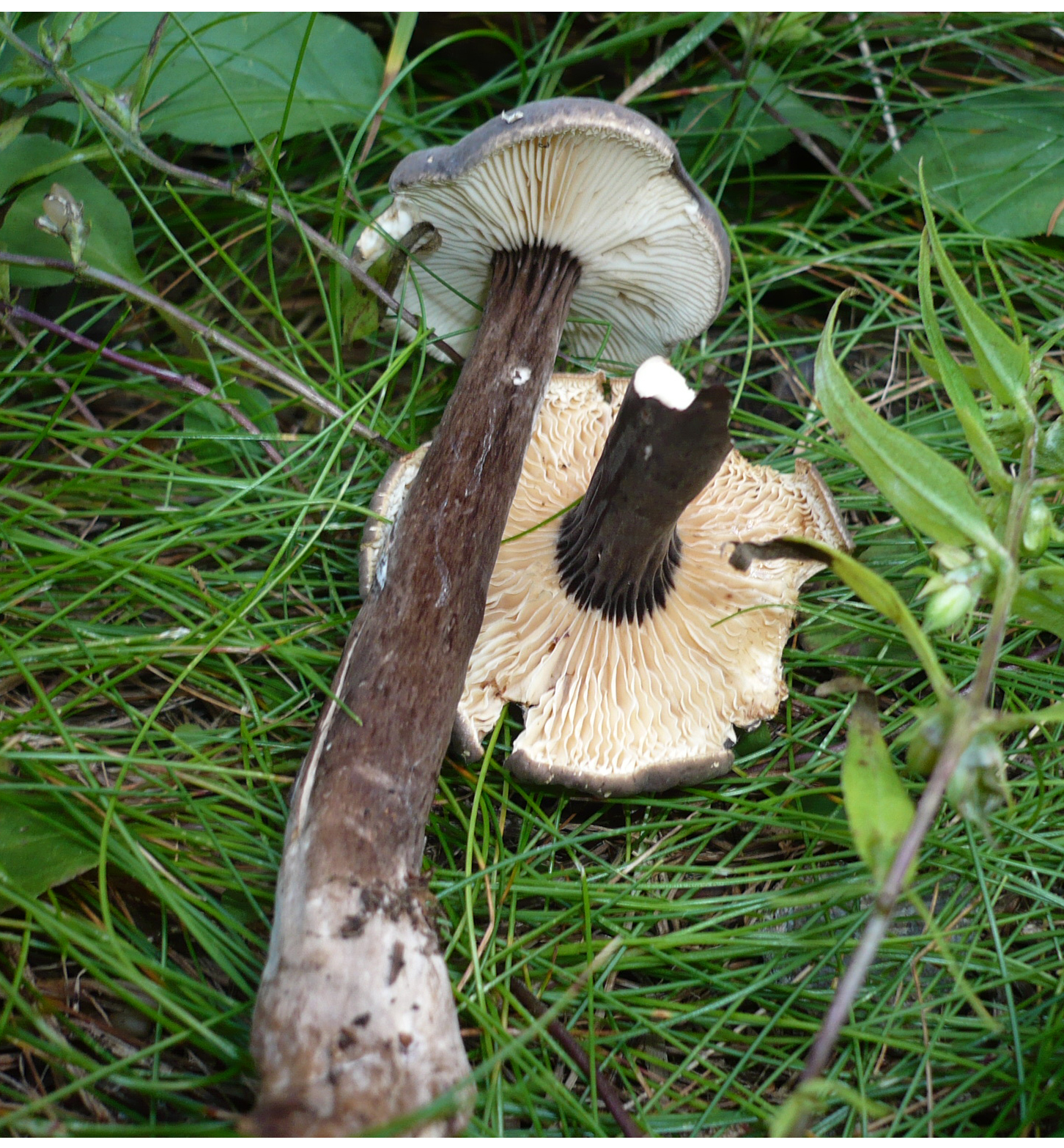
L. lignyotus es una especie parecida que se encuentra en Europa y el este de Norteamérica.

Lactarius lignyotellus y L. lignyotus son similares a L. fallax, y todas están asociadas con Picea y Abies; el examen de las características microscópicas no puede utilizarse para distinguirlas. L. lignyotus tiene una distribución restringida al este de Norteamérica y Europa. Lactarius pseudomucidus es otro níscalo con un sombrero marrón oscuro, pero tiene un sombrero y un tallo lisos (no aterciopelados) y viscosos. Otra especie de níscalo marrón del este de Norteamérica es L. gerardii; tiene láminas blancas distanciadas que bajan por el tallo. L. fuliginellus, que prefiere crecer cerca de frondosas, tiene láminas cercanas.

## Hábitat y distribución
Los cuerpos fructíferos de L. fallax crecen dispersos o agrupados en el suelo, o en troncos de coníferas muy podridos en zonas alpinas bajo coníferas en pie. También se encuentran en bosques de abetos. Son bastante comunes y suelen encontrarse entre agosto y octubre. L. fallax se distribuye por el oeste de Estados Unidos y Canadá, extendiéndose el área de distribución septentrional hasta Alaska; el área de distribución oriental está limitada al este por las Grandes Llanuras. Las observaciones de campo sugieren que el hongo puede formar asociaciones ectomicorrícicas con Tsuga heterophylla. Hesler y Smith observaron que la variedad concolor era frecuente bajo especies de abeto.